# آندریا دونینلی
آندریا دونینلی (انگلیسی: Andrea Doninelli؛ زادهٔ ۲۹ آوریل ۱۹۹۱) بازیکن فوتبال اهل ایتالیا است.
از باشگاه‌هایی که در آن بازی کرده‌است می‌توان به باشگاه فوتبال هلاس ورونا، باشگاه فوتبال مودنا، باشگاه فوتبال بنونتو، باشگاه فوتبال جنوآ، و باشگاه فوتبال یووه استابیا اشاره کرد.